# Escut de Senan
L'escut oficial de Senan té el següent blasonament:
Escut caironat: de sable, un muntant d'argent] acompanyat al cap d'una flor de lis d'argent. Per timbre, una corona mural de poble.

## Història
Va ser aprovat el 10 de juliol de 1991 i publicat al DOGC el 31 del mateix mes amb el número 1474.
El muntant i la flor de lis són els atributs de la Mare de Déu, patrona del poble.

Escut de Senan segons la descripció incorrecta publicada al DOGC

S'ha d'assenyalar l'existència un error al blasonament oficial reconegut per la Generalitat de Catalunya, on s'especifica que el camper de l'escut és de sable (és a dir, negre) en lloc de sinople (és a dir, verd), tal com es representa a la web del Municat i també a la pàgina de l'Ajuntament. De fet, la bandera de la localitat, aprovada poc temps després, és verda segons la descripció oficial, no pas negra.
El blasonament correcte hauria de ser, doncs, el següent:
Escut caironat: de sinople, un muntant d'argent acompanyat al cap d'una flor de lis d'argent. Per timbre, una corona mural de poble.